# Jiří Sekyra
Jiří Sekyra (21. dubna 1929, Praha – 18. října 1977, Praha) byl československý hokejový útočník.

## Hráčská kariéra
Jako reprezentant se zúčastnil olympiády v roce 1952, kde Československo skončilo na 4. místě. Na mistrovství světa startoval v letech 1953-1955. V reprezentačním dresu odehrál celkem 46 zápasů a dal 33 gólů. V lize hrál za ATK Praha a I. ČLTK Praha.